# Emombo
Emombo est un quartier situé dans l'arrondissement de Yaoundé IV au Cameroun.

## Toponyme
Le nom du quartier est tiré de celui d'une tribu. Une analyse de l'ethno-toponymie indique que le mot « Emombo », comme nom de tribu, vient du verbe « guetter, surveiller ». Les personnes issues de cette tribu se considèrent donc comme  des guerriers intrépides, des batailleurs et des accrocheurs tenaces. L'histoire raconte que le père fondateur de cette tribu s'appelle Ahanda Mombo, qu'il a eu cinq fils. Trois des fils vont s'allier à un pour constituer une seule lignée, ce qui va déboucher sur l'existence de deux clans principaux : Yene Ngono et Eba Ndoa.
À l'arrivée des Allemands durant la période coloniale dans ce quartier, les notables et chefs traditionnels étaient les nommés Ze Nkomo, Ze Eba et Meyong Ndzenge.

## Institutions
Brigade de gendarmerie d'Emombo
Centre spécial d'état civil d'Emombo

## Religion
Les habitants du quartier Emombo font partie de plusieurs obédiences religieuses (catholiques, protestants, pentecôtistes). Ceux-ci peuvent aller soit à la Paroisse Sainte Marie Mère de Dieu de Nkolbeck qui est rattachée à l'archidiocèse de Yaoundé soit à l'Eglise messianique et évangélique du Cameroun d'Emombo.